# Kubok SSSR 1957
La Kubok SSSR 1957 fu la 17ª edizione del trofeo. Vide la vittoria finale della Lokomotiv Mosca, al suo secondo titolo.

## Formula
Dopo un anno di sosta la competizione fu ripristinata; a differenza della precedente edizione (e di quanto accadeva dal 1949 furono ammesse a partecipare alla competizione solo le 76 partecipanti alle due serie del campionato (12 di Klass A e 64 di Klass B), e non più le 18 formazioni vincitrici delle varie coppe delle repubbliche costituenti l'Unione Sovietica (sedici repubbliche più le città di Leningrado e di Mosca).
Come nella precedente edizione il torneo fu diviso in due fasi: la prima era divisa in base geografica in quattro zone, che rispecchiavano i quattro gironi della Klass B 1957. In ciascuna zona erano disputati tre turni: la Zona 1 (18 squadre iscritte) garantiva l'accesso alla fase finale a 4 squadre, lo stesso valeva per la zona 2; la zona 3 (16 squadre iscritte) e la zona 4 (la più piccola con solo 10 delle 12 iscritte), invece, consentiva l'accesso a sole 2 squadre.
Nella seconda fase entrarono in scena le 12 squadre della Klass A 1957 (tra sedicesimi e ottavi di finale): erano previsti cinque turni, anche questi con gare di sola andata e tempi supplementari, ma non rigori: in caso di parità si ricorreva al replay, disputato il giorno seguente sul medesimo terreno di gioco.
Molte gare furono disputate in campo neutro; semifinali e finale furono disputate nello Stadio Centrale Lenin.

## Prima fase

### Zona 1

#### Quarti di finale
Le gare furono disputate tra il 28 aprile e il 1º maggio 1957.
| Squadra 1           | Risultato | Squadra 2           |
| ------------------- | --------- | ------------------- |
| Torpedo Stalingrado | 3 – 1     | Avangard Charkiv    |
| Torpedo Taganrog    | 3 – 1     | Avangard Leningrado |

#### Semifinale
Le gare furono disputate tra il 30 aprile e il 3 maggio 1957.
| Squadra 1                   | Risultato   | Squadra 2                      |
| --------------------------- | ----------- | ------------------------------ |
| Torpedo Rostov              | 2 – 1       | Lokomotiv Saratov              |
| Trudovye Rezervy Stavropol' | 1 – 3       | DOF Sebastopoli                |
| Metalurh Zaporižžja         | 7 – 0       | Khimik Jaroslavl'              |
| Šachtar Kadiïvka            | 3 – 2 (dts) | Neftyanik Krasnodar            |
| Krasnoe Znamja Ivanovo      | 2 – 0       | Burevestnik Leningrado         |
| Torpedo Gor'kij             | 4 – 1       | Neftjanik Groznyj              |
| Torpedo Stalingrado         | 0 – 2       | Torpedo Taganrog               |
| Voronež                     | 6 – 1       | Тrudovye Rezervy Vorošilovgrad |

#### Finali
Le gare furono disputate tra il 5 e il 14 maggio 1957.
| Squadra 1              | Risultato   | Squadra 2        |
| ---------------------- | ----------- | ---------------- |
| Krasnoe Znamja Ivanovo | 3 – 1       | Torpedo Rostov   |
| Šachtar Kadiïvka       | 2 – 1 (dts) | DOF Sebastopoli  |
| Metalurh Zaporižžja    | 3 – 1       | Voronež          |
| Torpedo Gor'kij        | 2 – 0       | Torpedo Taganrog |

### Zona 2

#### Quarti di finale
Le gare furono disputate tra l'1 e il 3 maggio 1957.
| Squadra 1                 | Risultato | Squadra 2       |
| ------------------------- | --------- | --------------- |
| Avangard Nikolaev         | 2 – 0     | Spartak Vilnius |
| Metallurg Dnipropetrovs'k | 3 – 0     | Spartak Užhorod |

#### Semifinale
Le gare furono disputate tra l'1 e il 5 maggio 1957.
| Squadra 1                   | Risultato   | Squadra 2               |
| --------------------------- | ----------- | ----------------------- |
| Šachter Mosbass             | 0 – 2       | Spartak Stanislav       |
| Trudovye Rezervy Leningrado | 3 – 0       | Khimik Dneprodzerzhinsk |
| Piščevik Kaliningrad        | 1 – 0 (dts) | Urožaj Minsk            |
| SKVO Leopoli                | 2 – 0       | Piščevik Odessa         |
| Kolchoznik Poltava          | 2 – 1       | SKVO Kiev               |
| Dünamo Tallinn              | 2 – 1       | Stupino                 |
| Daugava Rīga                | 0 – 3       | Avangard Sormovo        |
| Metallurg Dnipropetrovs'k   | 2 – 1       | Avangard Nikolaev       |

#### Finale
Le gare furono disputate tra il 5 maggio e il 14 giugno 1957.
| Squadra 1                 | Risultato | Squadra 2                   |
| ------------------------- | --------- | --------------------------- |
| Piščevik Kaliningrad      | 1 – 4     | Spartak Stanislav           |
| Dünamo Tallinn            | 1 – 0     | Trudovye Rezervy Leningrado |
| SKVO Leopoli              | 1 – 0     | Kolchoznik Poltava          |
| Metallurg Dnipropetrovs'k | 2 – 4     | Avangard Sormovo            |

### Zona 3

#### Quarti di finale
Le gare furono disputate tra il 27 marzo e il 3 maggio 1957.
| Squadra 1             | Risultato | Squadra 2           |
| --------------------- | --------- | ------------------- |
| OSK Tbilisi           | 3 – 2     | Spartak Erevan      |
| Zenit Iževsk          | 2 – 0     | Kolchozči Aşgabat   |
| Urožaj Stalinabad     | 0 – 3     | Lokomotiv Kutaisi   |
| Città di Molotov      | 2 – 4     | Qairat              |
| Lokomotiv Chelyabinsk | 2 – 0     | Spartak Frunze      |
| Neftjanik Ufa         | 1 – 2     | Avangard Sverdlovsk |
| Dinamo Kirov          | 2 – 1     | Neftyanik Baku      |
| OSK Sverdlovsk        | 2 – 0     | Paxtakor            |

#### Semifinale
Le gare furono disputate tra il 5 e l'8 maggio 1957.
| Squadra 1             | Risultato   | Squadra 2         |
| --------------------- | ----------- | ----------------- |
| OSK Sverdlovsk        | 2 – 1       | Dinamo Kirov      |
| Qairat                | 1 – 0 (dts) | OSK Tbilisi       |
| Avangard Sverdlovsk   | 3 – 1 (dts) | Zenit Iževsk      |
| Lokomotiv Chelyabinsk | 1 – 0       | Lokomotiv Kutaisi |

#### Finali
Le gare furono disputate tra il 19 e il 20 maggio 1957.
| Squadra 1             | Risultato   | Squadra 2           |
| --------------------- | ----------- | ------------------- |
| Lokomotiv Chelyabinsk | 2 – 4 (dts) | Qairat              |
| ODO Sverdlovsk        | 3 – 1       | Avangard Sverdlovsk |

### Zona 4

#### Quarti di finale
Le gare furono disputate il 12 maggio 1957.
| Squadra 1      | Risultato | Squadra 2         |
| -------------- | --------- | ----------------- |
| OSK-Chabarovsk | [ 4 ]     | Burevestnik Tomsk |
| SKVO Čita      | 3 – 0     | Urožaj Barnaul    |

#### Semifinale
Le gare furono disputate tra il 12 e il 19 maggio 1957.
| Squadra 1              | Risultato   | Squadra 2            |
| ---------------------- | ----------- | -------------------- |
| Dinamo Vladivostok     | 1 – 0       | OSK-Chabarovsk       |
| Sibsel'maš Novosibirsk | 1 – 2       | Šachtër Kemerovo     |
| Ėnergija Irkutsk       | 2 – 3 (dts) | Krasnaja Zvezda Omsk |
| SKVO Čita              | 0 – 2       | Metallurg Stalinsk   |

#### Finale
Le gare furono disputate il 21 luglio 1957.
| Squadra 1          | Risultato | Squadra 2            |
| ------------------ | --------- | -------------------- |
| Metallurg Stalinsk | 2 – 0     | Krasnaja Zvezda Omsk |
| Šachtër Kemerovo   | 1 – 0     | Dinamo Vladivostok   |

## Fase finale

### Sedicesimi di finale
Le gare furono disputate tra il 24 maggio e il 17 luglio 1957.
Entrarono in scena otto squadre della Klass A 1957 che giocarono in trasferta contro due dei quattro vincitori della Zona 1, due dei quattro vincitori della Zona 2, i due vincitori della Zona 3 e i due vincitori della Zona 4.
| Squadra 1              | Risultato | Squadra 2            |
| ---------------------- | --------- | -------------------- |
| OSK Sverdlovsk         | 0 – 2     | Lokomotiv Mosca      |
| Šachtër Kemerovo       | 1 – 6     | Zenit Leningrado     |
| Avangard Sormovo       | 4 – 2     | Burevestnik Kishinev |
| Krasnoe Znamja Ivanovo | 0 – 2     | Torpedo Mosca        |
| Šachtar Kadiïvka       | 0 – 5     | Dinamo Tbilisi       |
| Qairat                 | 1 – 2     | Dinamo Kiev          |
| Metalurh Zaporižžja    | 0 – 4     | Dinamo Mosca         |
| Dünamo Tallinn         | 1 – 2     | Spartak Minsk        |

### Ottavi di finale
Le gare furono disputate tra il 5 giugno e il 25 agosto 1957.
Oltre alle otto promosse del turno precedente entrarono in gioco le altre quattro squadre della Klass A 1957 e le quattro vincitrici delle Zone 1 e 2.
| Squadra 1          | Risultato   | Squadra 2                |
| ------------------ | ----------- | ------------------------ |
| SKVO Leopoli       | 1 – 2       | Spartak Mosca            |
| Spartak Stanislav  | 1 – 0       | Kryl'ja Sovetov Kujbyšev |
| Torpedo Gor'kij    | 2 – 5       | Šachtyor Stalino         |
| Spartak Minsk      | 0 – 2 (dts) | Avangard Sormovo         |
| Lokomotiv Mosca    | 3 – 1       | Dinamo Kiev              |
| Zenit Leningrado   | 1 – 3       | Torpedo Mosca            |
| Metallurg Stalinsk | 0 – 6       | CSK MO Mosca             |
| Dinamo Tbilisi     | 2 – 1       | Dinamo Mosca             |

### Quarti di finale
Le gare furono disputate tra il 21 agosto e il 9 settembre 1957.
| Squadra 1        | Risultato | Squadra 2         |
| ---------------- | --------- | ----------------- |
| Spartak Mosca    | 4 – 2     | Spartak Stanislav |
| Lokomotiv Mosca  | 5 – 2     | Avangard Sormovo  |
| Šachtyor Stalino | 0 – 1     | CSK MO Mosca      |
| Torpedo Mosca    | 6 – 1     | Dinamo Tbilisi    |

### Semifinali
Le gare furono disputate il 10 e il 15 settembre 1957.
| Squadra 1       | Risultato | Squadra 2     |
| --------------- | --------- | ------------- |
| Lokomotiv Mosca | 1 – 0     | CSK MO Mosca  |
| Spartak Mosca   | 1 – 0     | Torpedo Mosca |

### Finale
| Mosca 26 ottobre 1957, ore ?:?                | Lokomotiv Mosca | 1 – 0 referto | Spartak Mosca | Stadio Centrale Lenin (103000 spett.) |
| \| \| \| \| \| Bubukin 19’ \| Marcatori \| \| |                 |               |               |                                       |
|                                               |                 |               |               |                                       |
| Bubukin 19’                                   | Marcatori       |               |               |                                       |